# Dumitru Moraru
Dumitru „Țețe” Moraru (n. 8 mai 1956, la București) este un fost fotbalist român, care a jucat la Steaua București, Dinamo București și IK Start. A adunat 39 de selecții la Echipa națională de fotbal a României, pentru care a jucat la UEFA Euro 1984.
În martie 2008 a fost decorat cu Ordinul „Meritul Sportiv” clasa a III-a, pentru rezultatele obținute ca antrenor cu portarii la turneele finale din perioada 1990-2000 și pentru întreaga activitate.